# Tomasz Stefaniak
Tomasz Jerzy Stefaniak (ur. 20 lipca 1975) – polski chirurg, dr hab. nauk medycznych. Adiunkt Katedry Chirurgii Ogólnej Wydziału Lekarskiego Gdańskiego Uniwersytetu Medycznego, dyrektor ds. lecznictwa w Uniwersyteckim Centrum Klinicznym w Gdańsku.

## Życiorys
Urodził się 20 lipca 1975. 12 grudnia 2002 uzyskał doktorat dzięki pracy pt. Stres oksydacyjny w nerce chomika syryjskiego poddanego przewlekłej estrogenizacji w obecności syntetycznych aminooksyli, a 26 czerwca 2014 habilitował się na podstawie oceny dorobku naukowego i pracy zatytułowanej Biopsychospołeczne aspekty leczenia chirurgicznego zaburzeń układu współczulnego. Pełni funkcję adiunkta Katedry Chirurgii Ogólnej na Wydziale Lekarskim Gdańskiego Uniwersytetu Medycznego. 13 stycznia 2019, po zamachu na prezydenta Gdańska, znalazł się w składzie dziewięcioosobowego zespołu lekarzy ratujących życie Adamowicza i jako pierwszy publicznie poinformował o jego śmierci.

## Publikacje
- 2005: Effect of NCPB and VSPL on pain and quality of life in chronic pancreatitis patients[1]
- 2007: Dynamics of oxidative damage at early stages of estrogen-dependent carcinogenesis[1]
- 2011: Evaluation of selected cognitive functions before and after surgery for primary hyperparathyroidism[1]
- 2013: The increase of serum chemerin concentration is mainly associated with the increase of body mass index in obese, non-diabetic subjects[1]
- 2013: Roux-en-Y gastric bypass in dialysed morbidly obese patients as a preparation for a kidney transplantation: case series[1]